# Joseph Kennedy
Joseph Patrick "Joe" Kennedy, st. (6. září 1888 Boston – 18. listopadu 1969 Barnstable, Massachusetts) byl americký podnikatel, politik, investor a vládní úředník, od roku 1934 první předseda nově založené Komise pro kontrolu cenných papírů a od roku 1938 do prosince 1940 velvyslanec USA ve Velké Británii. Kennedy měl pověst zuřivého antikomunisty a antisemity a před válkou sympatizoval s nacistickým Německem. Byl stoupencem politiky appeasementu a po vypuknutí války usiloval, aby Spojené státy zůstaly neutrální a nevstupovaly do války. Jeho izolacionismus byl v rozporu s politikou prezidenta Roosevelta a to nakonec vedlo k odvolání Kennedyho z postu velvyslance.  
Byl první výraznou postavou rodiny Kennedyů, otec Johna Fitzgeralda Kennedyho, Roberta Francise Kennedyho a Edwarda Kennedyho. Kennedy byl členem Demokratické strany a irské katolické komunity.